# Gruppehomomorfi
I matematikken er en gruppehomomorfi, givet to grupper (G, *) og (H, ·), en afbildning h : G → H, så 
h(u * v) = h(u) · h(v), for alle u og v i G,
hvor gruppeoperationen på venstre side af ligningen er den fra G og den på højre side den fra H.
Af denne egenskab kan det udledes, at h afbilder det neutrale element, eG, fra G i det neutrale element, eH, fra H, og den afbilder inverse elementer i inverse, forstået sådan at h(u-1) = h(u)-1. Man kan derfor sige, at h er kompatibel med gruppestrukturen.
Tidligere har man også brugt notationen xh for homomorfien h(x), selvom dette kan forveksles med et indeks eller andet subskript. En nyere tendens er at skrive gruppehomomorfier på højre side af deres argument uden parentesen, så h(x) bliver x h. Denne tilgang er særligt udbredt i de områder af gruppeteori, hvor automater spiller en rolle, da det stemmer bedre overens med konventionen om, at automater læser ord fra venstre mod højre.
I områder af matematikken hvor der betragtes grupper med en ekstra struktur, menes med homomorfi somme tider en afbildning, der ikke blot respekterer gruppestrukturen (som ovenfor) men også den ekstra struktur. For eksempel er en homomorfi af topologiske grupper typisk kontinuert pr. definition.

## Billede og kerne
Kernen af h defineres til at være
ker(h) = { u ∈ G : h(u) = eH }
og billedet af h til at være
im(h) = { h(u) : u ∈ G }.
Kernen er en normal undergruppe af G (faktisk er h(g-1 u g) = h(g)-1 h(u) h(g) = h(g)-1 eH h(g) = 
h(g)-1 h(g) = eH) og billedet er en undergruppe af H.
Homomorfien h er injektiv (og kaldes en gruppemonomorfi) hvis og kun hvis ker(h) = {eG}.

## Eksempler
- Betragt den cykliske gruppe Z/3Z = {[0], [1], [2]}, hvor [n] er restklasser, og gruppen af heltal Z med addition som gruppekomposition. Da er afbildningen h : Z → Z/3Z, givet ved h(u) = [u], en gruppehomomorfi. Den er surjektiv og dens kerne består af alle heltal, der går op i 3.

- Eksponentialfunktionen giver en gruppehomomorfi fra gruppen af reelle tal, R, med addition til gruppen af ikke-nul reelle tal, R* med multiplikation. Kernen er {0} og billedet de positive reelle tal.

- Eksponentialfunktionen giver også en gruppehomomorfi fra gruppen af komplekse tal, C, med addition til gruppen af ikke-nul komplekse tal C* med multiplikation. Afbildningen er surjektiv og kernen er { 2πki : k i Z }, som det ses af Eulers formel.

- Givet to grupper G og H, er afbildningen h : G → H, der sender alle elementer i G ind i det neutrale element i H, en isomorfi; kernen er hele G.

- Givet en gruppe G er identitetsafbildnignen id : G → G, hvor id(u) = u for alle u i G en gruppehomomorfi.

## Forskellige typer homomorfe afbildninger
Hvis en homomorfi h er en bijektion, kan det vises, at den inverse afbildning også er en gruppehomomorfi, og h kaldes en gruppeisomorfi; i dette tilfælde kaldes G og H isomorfe: Deres eneste forskel er notationen for elementerne, og de er identiske i alle praktiske formål.
Hvis h : G → G er en gruppehomomorfi, kaldes den en endomorfi. Hvis den yderligere er bijektiv og dermed en isomorfi, kaldes den en automorfi. Mængden af alle automorfier for en gruppe G er selv en gruppe med funktionssammensætning som gruppekomposition, og den kaldes automorfigruppen for G og betegnes Aut(G). Eksempelvis består automorfigruppen for (Z, +) af kun to elementer, identiteten og multiplikation med −1; den er isomorf på Z/2Z.
En epimorfi er en surjektiv homomorfi og en monomorfi en injektiv homomorfi.

## Homomorfier af abelske grupper
Hvis G og H er abelske (dvs. kommutative) grupper, er mængden Hom(G, H) af alle gruppehomorfier fra G til H selv en abelsk gruppe: Summen h + k af to homomorfier defineres til at være
(h + k)(u) = h(u) + k(u)    for alle u i G.
Kommutativiteten af H behøves for at bevise, at h + k igen er en gruppehomomorfi. Additionen af homomorfier er kompatibel med sammensætning af homomorfier i følgende forstand: Hvis f er et element i Hom(K, G), h, k elementer i Hom(G, H) og g er et element i Hom(H, L), gælder, at
(h + k) o f = (h o f) + (k o f)   og    g o (h + k) = (g o h) + (g o k).
Dette viser at mængden End(G) af alle endomorfier for en abelsk gruppe danner en ring, der kaldes endomorfiringen for G.